# Joseph Lapira
Joseph Lapira (ur. 13 sierpnia 1986 w Rochester) – irlandzki piłkarz pochodzenia amerykańskiego występujący na pozycji napastnika. Zawodnik klubu Nybergsund IL.

## Kariera klubowa
Lapira jest synem Irlandki i Amerykanina. Seniorską karierę rozpoczął w 2003 roku w zespole Louisiana Outlaws z USL Premier Development League. W 2004 roku został studentem uczelni University of Notre Dame i rozpoczął grę w tamtejszej drużynie piłkarskiej, Notre Dame Fighting Irish. Nadal jednak reprezentował barwy ekipy Louisiana Outlaws, która nosiła teraz nazwę Lafayette Swamp Cats. W 2004 roku odszedł z tego klubu.
W 2007 roku Lapira został graczem drużyny Baton Rouge Capitals z USL Premier Development League. W 2008 roku trafił do norweskiego Nybergsund IL z Adeccoligaen. Spędził tam sezony 2008 oraz 2009, a potem odszedł z klubu. W 2011 roku podpisał kontrakt z indyjskim United Sikkim, grającym w drugiej lidze. Po sezonie 2010/2011 wrócił do Nybergsundu.

## Kariera reprezentacyjna
Lapira rozegrał 1 spotkanie w reprezentacji Irlandii. Był to zremisowany 1:1 towarzyski mecz z Ekwadorem, rozegrany 24 maja 2007 roku.